# Balaives-et-Butz

Balaives-et-Butz este o comună în departamentul Ardennes din nordul Franței. În 1 ianuarie 2018 avea o populație de 202 de locuitori.